# Frederic McLaughlin
Frederic McLaughlin, född 27 juni 1877 i Chicago, död 17 december 1944, var den förste ägaren av det professionella ishockeylaget Chicago Black Hawks.

## Chicago Black Hawks
Frederic McLaughlin föddes i Chicago 1877 som son till en välbärgad kaffehandlare. 1901 tog han examen från Harvard University och 1905, då hans far gick bort, tog han över familjens affärer.
1926 köpte McLaughlin rättigheterna till det nedlagda WHL-laget Portland Rosebuds av bröderna Lester och Frank Patrick och flyttade det till Chicago. McLaughlin döpte om laget till Black Hawks och laget fick en plats i NHL från och med säsongen 1926–27. McLaughlin var sportdirektör för Chicago Black Hawks under 18 säsonger, från 1916 till 1942, och såg klubben vinna två Stanley Cup 1934 och 1938.
McLaughlin var känd för sin otålighet med Black Hawks tränare och under hans styre såg laget 18 olika tränare under lika många säsonger. Den förste, Pete Muldoon, fick gå redan efter en säsong och ska därefter, enligt en populär klubbmyt, ha uttalat en "förbannelse" över klubben och McLaughlin. McLaughlin försökte under sin tid som sportdirektör för Black Hawks även fylla laget med så många amerikansk-födda spelare som möjligt, detta under en tid i NHL då de allra flesta spelarna i ligan kom från Kanada. Black Hawks vann Stanley Cup 1938 med åtta amerikaner i spelartruppen och med en amerikansk tränare i Bill Stewart. Stewart fick sparken tidigt säsongen därpå.
McLaughlin dog 1944, 67 år gammal, och 1963 valdes han postumt in som ärad medlem i Hockey Hall of Fame.